# Yannick Flohé

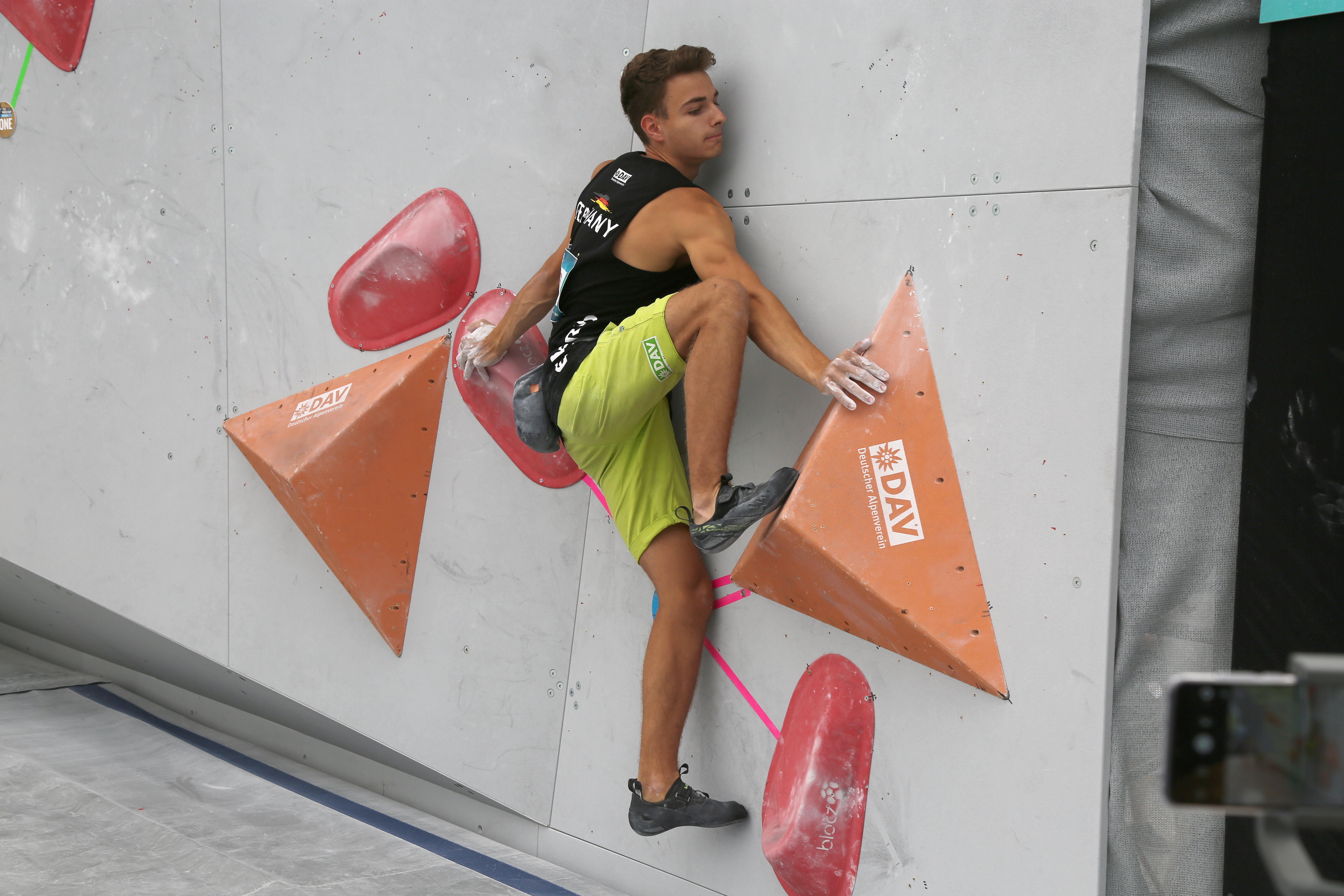
Puchar świata 2018 Monachium. Yannick Flohé na ścianie wspinaczkowej w boulderingu.

Yannick Flohé (ur. 1999 w Essen) – niemiecki wspinacz sportowy. Specjalizuje się w boulderingu, prowadzeniu oraz we wspinaczce łącznej. Brązowy medalista mistrzostw świata we wspinaczce sportowej z 2019.

## Kariera sportowa
W 2019 podczas mistrzostw świata w japońskim Hachiōji zdobył brązowy medal w konkurencji boulderingu, a we wspinaczce łącznej był sklasyfikowany na jedenastym miejscu. Został pierwszym wspinaczem, który nie uzyskał bezpośredniego awansu na igrzyska olimpijskie we wspinaczce sportowej, ponieważ został wyprzedzony jeszcze przez kolegę z reprezentacji Alexandra Megosa, który zajął 8 miejsce we wspinaczce łącznej.
W 2019 roku w Tuluzie na światowych kwalifikacjach do igrzysk olimpijskich zajął osiemnaste miejsce, które również nie zapewniało mu kwalifikacji na IO 2020 w Tokio.
Uczestnik mistrzostw Europy w Edynburgu w roku 2019 w prowadzeniu oraz we wspinaczce na czas.

## Osiągnięcia

### Mistrzostwa świata
| Konkurencje       | 2018 | 2019 |
| Bouldering        | 41   | 3    |
| Prowadzenie       | 29   | 40   |
| Wsp. na czas      | 56   | 56   |
| Wspinaczka łączna | 27   | 11   |

### Mistrzostwa Europy
| Konkurencje  | 2019 |
| Prowadzenie  | 16   |
| Wsp. na czas | 23   |